# 長山六郎
長山 六郎 （ながやま ろくろう、天保14年（1843年）9月16日） - 明治41年（1908年）8月13日）は、日本の宗教家。

## 経歴
佐斐神村（現在の鳥取県境港市佐斐神町）に生まれる。農業を営み、地方の名族である。幼少の頃から学問を好み、黒住教を信仰する。
明治11年（1878年）11月、教導職に補し、試補より累進して遂に講師権中信教に至る。邸内に講社を設立し、又土地を提供し、教会所を建築してその所長となる。
その間、伯耆国の分局幹事、宗忠神社新築の世話係長、諮問会議員などをつとめる。

## 家系
『長山氏世代記録（家伝）』によれば、長山家はもともと“足立（あだち）”姓だったが、元治2年（1865年）六郎右衛門が功績不詳ながら、藩主から“長山”姓を許されたため、長山を名乗った。

## 史料（墓石の碑文）

### 故講師中信教天心長山六郎夫婦の墓
君の姓は長山、通称は六郎なり。伯耆国西伯郡中浜村佐斐神の人なり。
天保十四年（一八四三）九月十六日出生す。農を業とし地方の名族なり。幼にして学を好み黒住教を尊信す。
明治十一年（一八七八）十一月、教導職に補し、試補より累進して遂（つい）に講師権中信教に至る。君夙（つと）に邸内に講社を設立し、又土地を呈供し、教会所を建築して其（そ）の所長となる。
其の間或（あるい）は伯耆国の分局幹事、宗忠神社新築の世話係長、或は諮問会議員、或は教務を所辨（べん）して以て人心を奨励し、信徒をして斯道に薫化せしめし其の功尠（すく）なからず。
四十一年八月十三日、病を以て歿す。享年六十有六。管長其の功績を賞して中信教を贈り、玆（ここ）に此（こ）の碑を建設して以て不朽に伝う。
大正六年丁巳四月上幹　春塘三木惟一識